# Західна Нова Гвінея

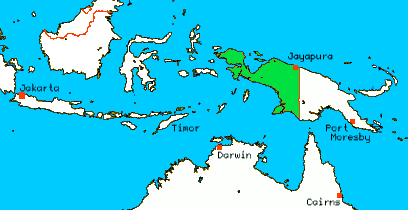
Західна Нова Гвінея на карті Індонезії

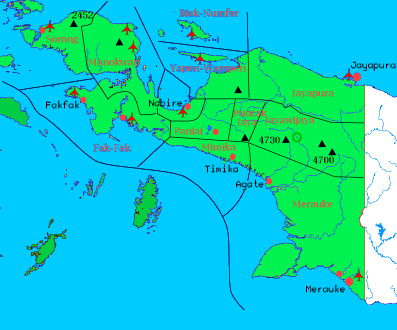
Карта областей Західної Нової Гвінеї

5° пд. ш. 136° сх. д. / 5° пд. ш. 136° сх. д.
За́хідна Но́ва Гвіне́я (Іріан-Джая, Західний Іріан) — назва західної частини острова Нова Гвінея, що належить Індонезії і складається з двох провінцій: Папуа і Західне Папуа. Увійшовши до складу Індонезії в 1969 р, захід Нової Гвінеї раніше був відомий як Нідерландська Нова Гвінея і Західний Іріан, а в 1973—2000 як Іріан-Джая.
Територія Західної Нової Гвінеї була анексована Індонезією в 1969 році згідно з Актом про вільний вибір, правосильність якого визнається далеко не всіма. У 2003 році уряд Індонезії заявив, що територія Іріан-Джая, що була до цього єдиною провінцією, буде розділена на три провінції Папуа, Центральна Іріан-Джая і Західна Іріан-Джая. Однак це рішення було зустрінуте значними протестами серед місцевого населення. В результаті рішення Верховного Суду Індонезії створення провінції Центральна Іріан-Джая було скасовано. Західна Іріан-Джая була до того моменту вже створена (6.02.2006), однак її майбутнє поки неясно. 7 лютого 2007 вона була перейменована в провінцію Західне Папуа.

## Географія
Західна Нова Гвінея на півночі омивається водами Тихого океану, на заході — моря Серам, на півдні — Арафурского моря, а на сході межує з Папуа Новою Гвінеєю. Площа території 421 981 км² — це 22 % всієї сухопутної території Індонезії. Найбільше місто — порт Джаяпура. Нова Гвінея розташована на південь від екватора, в ній переважає гориста місцевість. Хребет Маоке, що тягнеться з півночі на південь, ділить острів на дві частини. Гора Джая висотою 5030 м є найвищою точкою Індонезії. Близько 75 % території покрито тропічними лісами, здебільшого непрохідними.

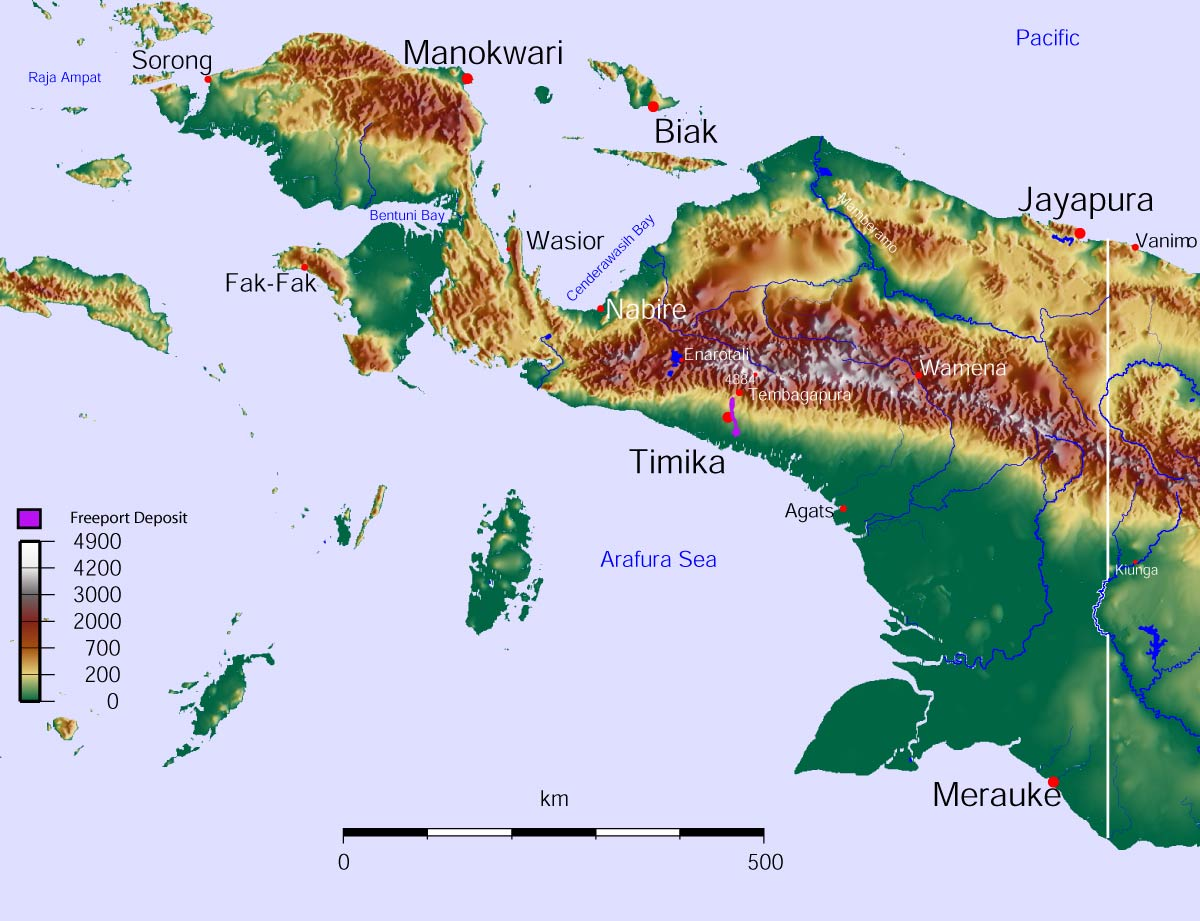
Топографічна карта Західної Нової Гвінеї

Клімат переважно тропічний, вологий і жаркий на узбережжі; сезон дощів триває в період з грудня по березень, сухий сезон — з травня по жовтень; характерний незначні сезонні коливання температури. Літні температури коливаються в межах +24 … +32 ° C, взимку +24 … +28 ° C. В горах температура нижча, місцями є ніколи не тануть снігові поля. Дощі дуже сильні, особливо в літній період, рівень опадів від 1300 до 5000 мм на рік. Західна Нова Гвінея може похвалитися найдовшими річками Індонезії, такими, як Баліем, Мамберамо і Таріку. На південному заході річки стали причиною утворення великих мангрових боліт і припливних лісів.

## Флора і фауна
Західну Нову Гвінею вважають раєм для природознавців, вона відрізняється разючою різноманітністю флори і фауни. Рослинний світ має представників гір, лугів, боліт і трясовини, тропічних, припливних, листяних і хвойних лісів, в яких можна зустріти безліч трав, плаунів, папороті, моху, ліан, квітів і дерев. Фауна провінції теж дуже різноманітна. Різноманітні рослини утворюють тут живий килим, переплітаючись з нависаючим пологом тропічного лісу. Прісноводні і наземні хребетні майже нічим не відрізняються від тварин, що зустрічаються в Австралії, в тому числі сумчастих.
У лісах і на відкритих порослих травою просторах можна зустріти безліч різновидів змій, черепах, мурахоїдів, їжатців, опосумів, кажанів і щурів (в тому числі найбільших у світі водяних щурів, здатних лазити по деревах), а також гігантських ящірок, кенгуру, що живуть на деревах, і кволів. Захід Нової Гвінеї відомий своєю різноманітністю метеликів і безліччю, близько семи сотень, унікальних різновидів птахів, в тому числі 80 різновидів райського птаха і величезний літаючий казуар. У прибережних водах можна зустріти морських черепах і сирен.

## Історія
Нова Гвінея була населена принаймні 50 000 років тому, і територія сучасної Західної Нової Гвінеї була відома індонезійським і азійським мореплавцям за багато століть до того, як португальці вперше побачили її в 1511 р. Голландія захопила західну частину Нової Гвінеї в 1828 р. і включила її до складу Голландської Ост-Індії, при цьому офіційно анексія відбулася в 1848 р.
Боротьба Індонезії за приєднання колишньої голландської колонії Нідерландська Нова Гвінея велася за сприяння СРСР (були створені тактичні авіаційні і морські угруповання). Однак, військові дії як такі не велися, конфлікт було врегульовано мирним шляхом, нідерландські колоніальні війська залишили Нову Гвінею. Голландський уряд остаточно відмовилася від цієї території на користь Об'єднаних Націй. 21 вересня 1962 року Генеральною Асамблеєю ООН прийнято «Угоду між Індонезійською Республікою та Королівством Нідерландів про Західну Нової Гвінеї (Західний Іріан)», згідно з яким засновувалися Сили безпеки ООН в західній частині Нової Гвінеї (Західному Іріані) на допомогу Тимчасовому виконавчому органу ООН (в західній частині Нової Гвінеї). Нідерландська Нова Гвінея залишалася колонією Нідерландів до 1962 року.
Кінець голландського правління збігся з компанією конфронтації, розпочатої президентом Сукарно, який відправив у провінцію більше 2000 індонезійських військовослужбовців, щоб спровокувати антиголландське повстання, яке закінчилося провалом. Західна частина Нової Гвінеї, що отримала нове ім'я Західний Іріан, поступово перейшла під управління індонезійського уряду і питання про приєднання території до Індонезії мало вирішуватися шляхом проведення референдуму. У 1963 була перша спроба проголошення місцевим населенням незалежної Республіки Західне Папуа, силою придушена індонезійською владою.
Західна Нова Гвінея стала частиною Індонезії в серпні 1969 року. 1 липня 1971 рухом була зроблена нова спроба проголошення незалежності Республіки Західне Папуа. З того часу ця організація веде проти уряду Індонезії повстанську боротьбу. У 1984 знову була проголошена незалежність території під назвою Республіка Західна Меланезія, однак лідери руху були заарештовані. З 1973 центральні індонезійська влада перейменувала провінцію Західний Іріан в Іріан-Джаю («Переможний Іріан»).
З 1969 року індонезійський уряд проводить в Західній Новій Гвінеї програму трансміграції, спрямовану на залучення в малонаселені райони країни мігрантів з перенаселеного острова Ява: за даними 2010 року, 2,4 мільйона жителів Західної Нової Гвінеї (близько половини сумарного населення території) становлять яванські мігранти.

## Населення
Західна Нова Гвінея — найменш заселена територія Індонезії, з населенням 3,59 млн жителів, що в середньому дає щільність 8,64 особи на 1 км². Великі території всередині острова не заселені. Між містами люди переміщаються літаками або морем.
Близько 80 % населення говорять папуаськими і меланезійськими мовами. Папуаси живуть на всьому острові, у тому числі на узбережжі, меланезійці — уздовж узбережжя. Більшість папуасів живуть невеликими клановими групами, ізольованими одна від одної. З високогірних районів найбільш обширна і доступна розташована в її центральній частині долина Баліем — 72-кілометровий кам'яний коридор, по якому протікає річка Баліем. Тут в невеликих, розкиданих по всій цій широкій долині селах живе більше 200 тисяч осіб з групи племен Дані. Дістатися сюди можна тільки повітрям. Стежки і все більш численні автомобільні колії з'єднують центр долини Вамени з іншими селами. У Західній Новій Гвінеї також є місця компактного проживання та інших народностей Індонезії, в тому числі нащадків китайських і голландських поселенців. У Західній Новій Гвінеї говорять приблизно 300 мовами, більшість з яких не схожі одна на одну. Індонезійська мова поряд з місцевими діалектами використовується як мова міжетнічного спілкування.

## Економіка
Західна Нова Гвінея — найвіддаленіша і найменш розвинена частина Індонезії. Більшість сільського населення живе завдяки сільськогосподарській продукції, що доповнюється полюванням і збиранням в лісі фруктів і ягід. Сучасна економіка сконцентрована в прибережних містах і деяких містах в центральній частині і заснована на мінеральних копалин. Це і найбільші в світі запаси міді в Тембагапуре, і найбільші в Індонезії поклади нафти і природного газу (близько 40 км на північний захід від гори Джаі).
Є істотні запаси золота і урану. Є великі запаси лісу і риби. Видобуток міді і нафти, переробка лісу і ловля риби мало впливає на підвищення рівня життя місцевого населення. Така ситуація допомогла сепаратистській організації «Рух за вільне Папуа» отримати підтримку місцевого населення. Дана організація обрала собі за мету мідний рудник в Тембагапуре і кілька разів змусила владу призупинити виробництво. Після того як півстоліття тому на заході Нової Гвінеї була виявлена нафта, тут виросло портове місто Соронг (190 тисяч жителів за переписом 2010 року) з готелями і барами, куди почали приїжджати робітники з інших частин Індонезії.